# Cathédrale Saint-Pierre-Apôtre de Pointe-Noire
Pour les articles homonymes, voir Cathédrale Saint-Pierre.
La cathédrale Saint-Pierre-Apôtre est un édifice religieux appartenant à l'Église catholique romaine et situé à Pointe-Noire la capitale économique de la république du Congo.
Elle est le siège du diocèse de Pointe-Noire (Dioecesis Nigrirostrensis) qui a été créé le 14 septembre 1955 par la bulle Dum Tantis par le pape Pie XII et est incluse dans la province ecclésiastique de Brazzaville. Le rite utilisé est le rite romain.

## Histoire
La mission Saint-Pierre est fondée par les Spiritains à l'emplacement du village Tchibota sur les rives de la rivière Tchinouka. 
Le terrain situé entre les ateliers techniques du Chemin de fer Congo-Océan (Km 4) et la rivière Nfallo est officiellement achetée le 6 novembre 1948. 
Le 1er septembre 1960, la mission Saint-Pierre, ainsi que l'école professionnelle attenante sont confiées aux Salésiens. 
Les Pères Deblock et Wauters et le frère Placide, après Saint-Pierre, vont alors s'atteler à fonder la nouvelle mission dédiée à Saint-Christophe. Ils s'installent provisoirement à Mvoumvou, quartier essentiellement peuplé par les Vili, en louant une petite maison auprès du Congolais M. Tatiasse.
De 1953 à 1975, Notre-Dame de l'Assomption, située dans le quartier européen et administratif du Plateau, fait office de cathédrale de facto. 
À la faveur de la consécration de Godefroy Emile Mpwati, le premier évêque de Pointe-Noire issu du clergé local, par le cardinal Emile Biayenda, en remplacement de Monseigneur Jean-Baptiste Fauret, spiritain démissionnaire, l’église Saint-Pierre Apôtre devient la cathédrale de jure et le siège de l’évêque diocésain. Son emplacement, à proximité du rond-point Lumumba et du grand marché, aux confins de la ville africaine et de la ville européenne, se veut un témoignage d’union entre les Blancs du centre-ville et les Noirs des quartiers populaires.

## Voir Aussi